# Heinrich Medau
Heinrich Medau est un théoricien-formateur d'éducation physique et un musicien allemand, né en 1890 et mort en 1974.

## Biographie
Sixième d'une famille de neuf enfants il s'intéresse très tôt à la musique. Instituteur détaché à la gymnastique il s'engage à l'école allemande de Lisbonne où il reste trois ans avant de pouvoir se consacrer enfin à l'étude de la musique sous la direction de Dalcroze (1865-1950) à partir de 1917. Il est ensuite élève de Böde (1881-1971) puis travaille avec son épouse Senta, également diplômée de l'école Böde après avoir suivi une première formation en gymnastique suédoise. Après un voyage aux États-Unis, où il observe notamment les joueurs de basket-ball, il développe une méthode de gymnastique moderne, basée sur le mouvement et la musique. En 1929, il ouvre sa propre école à Berlin où il enseigne sa méthode en accompagnant lui-même les cours au piano. L'école se déplace à Cobourg en 1952.

## La gymnastique Medau

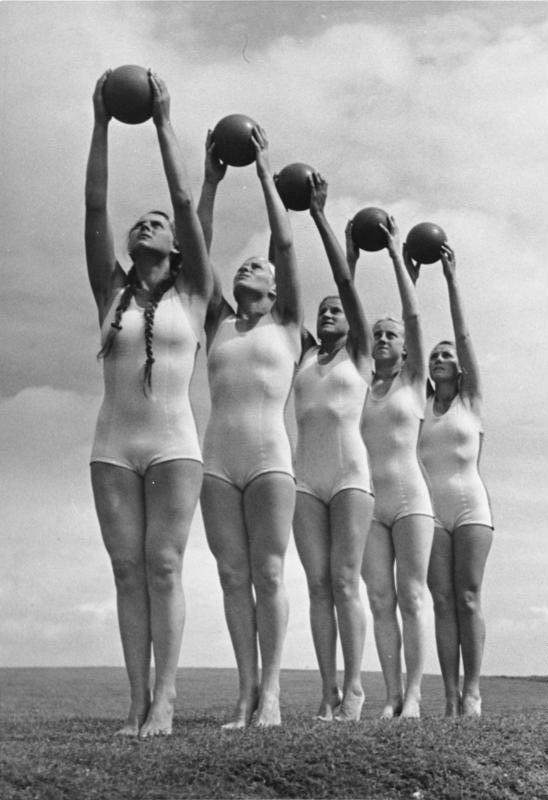
Gymnastes allemandes utilisant la méthode Medau en 1933.

Défenseur du mouvement organique total, Senta et Heinrich s'opposent aux techniques analytiques classiques et utilisent des exercices avec partenaire et en groupe souvent inspirés des folklores allemand et ibérique. 
La gymnastique Medau est caractérisée par les points suivants :
- l'éducation initiale passe par celle de la respiration et de la posture (cf. Pehr Henrik Ling),
- le mouvement fait ensuite appel à la notion de ressort dont le travail est caractéristique de la méthode,
- l'éducation au mouvement est facilitée par l'utilisation d'engins légers qui décrispent le débutant et libèrent le mouvement en décentrant son attention[2]. Cet apport majeur de Medau à la gymnastique rythmique débouche en 1963 sur l'apparition d'une nouvelle discipline sportive qualifiée d'abord de Gymnastique moderne.

Heinrich publie en 1967 la synthèse de leurs travaux.

## L'école Medau
L’école Medau qu’ils dirigent à Cobourg forme des cadres féminins d'E. P. à travers le turnen au sol et aux agrès, l'athlétisme, la natation, la musique, le folklore et la gymnastique rythmique. Dans les années 1960 l'école s'ouvre au yoga et, toujours dirigée par la troisième génération de la famille Medau, elle combine aujourd'hui la gymnastique avec la physiothérapie. 
En Suisse, l’école Irene Wenger et Ursula Beck enseigne et développe de façon continue depuis 1974 le mouvement Medau sous le nom de mouvement rythmo-organique selon Medau (MRO Medau).